# Tulostoma giganteum
Tulostoma giganteum es una especie de hongo del género Tulostoma, de la familia Agaricaceae, orden Agaricales. Fue descrita por el micólogo argentino Jorge Eduardo Wright.

## Distribución
Se distribuye por América del Norte: Estados Unidos.